# Дюрський потік
Дюрський потік (словац. Ďurský potok) — річка в Словаччині; права притока Грону довжиною 7.7 км. Протікає в окрузі Левіце.
Витікає в масиві Подунайські пагорби. Протікає територією сіл Вельки Дюр і Кална-над-Гроном.
Впадає в Грон на висоті 153.8 метра.